# Phonapate porrecta
Phonapate porrecta är en skalbaggsart som beskrevs av Pierre Lesne 1900. Phonapate porrecta ingår i släktet Phonapate och familjen kapuschongbaggar. Inga underarter finns listade i Catalogue of Life.